# بزنتال
بزنتال (به آلمانی: Besenthal) یک شهر در آلمان است که در هرتسوگتوم لاونبورگ واقع شده‌است. بزنتال ۷۷ نفر جمعیت دارد.